# Liste des ministres de la Jeunesse de la Communauté française de Belgique
Voici la liste des ministres de la Jeunesse de la Communauté française de Belgique depuis la création de la fonction en 1994.
| Nom | Nom       | Nom                         | Parti | Mandat                                                          | Gouvernement(s) | Portefeuille ministériel |
| --- | --------- | --------------------------- | ----- | --------------------------------------------------------------- | --------------- | --- |
| 1   |           | Michel Lebrun (1949-)       | PSC   | 1er janvier 1994 - 22 juin 1995 (1 an, 5 mois et 21 jours)      | Onkelinx I      | Ministre de l'Enseignement supérieur, de la Recherche scientifique, des Relations internationales et de l'Aide à la jeunesse                                                                                              |
| 2   |           | Laurette Onkelinx (1958-)   | PS    | 22 juin 1995 - 22 juillet 1999 (4 ans et 1 mois)                | Onkelinx II     | Ministre-présidente et Ministre de l'Éducation, de l'Audiovisuel, de l'Aide à la jeunesse, de l'Enfance et de la Promotion de la santé                                                                                    |
| 3   |           | Yvan Ylieff (1941-)         | PS    | 22 juillet 1999 - 4 avril 2000 (8 mois et 13 jours)             | Hasquin         | Ministre de la Jeunesse, de la Fonction publique et de l'Enseignement de promotion sociale |
| 4   |           | Willy Taminiaux (1939-2018) | PS    | 4 avril 2000 - 1er janvier 2001 (8 mois et 28 jours)            | Hasquin         | Ministre de la Jeunesse, de la Fonction publique et de l'Enseignement de promotion sociale |
| 5   |           | Rudy Demotte (1963-)        | PS    | 1er janvier 2001 - 15 juillet 2003 (2 ans, 6 mois et 14 jours)  | Hasquin         | Ministre du Budget, de la Culture, des Sports, de la Fonction publique et de la Jeunesse |
| 6   |           | Christian Dupont (1947-)    | PS    | 15 juillet 2003 - 26 juillet 2004 (1 an et 11 jours)            | Hasquin         | Ministre de la Culture, des Sports, de la Fonction publique et de la Jeunesse |
| 7   |           | Nicole Maréchal (1957-)     | Ecolo | 22 juillet 1999 - 26 juillet 2004 (5 ans et 4 jours)            | Hasquin         | Ministre de l'Aide à la jeunesse et de la Santé |
| 8   |           | Fadila Laanan (1967-)       | PS    | 26 juillet 2004 - 20 juillet 2007 (2 ans, 11 mois et 24 jours)  | Arena           | Ministre de la Culture, de l'Audiovisuel et de la Jeunesse |
| 9   |           | Marc Tarabella (1963-)      | PS    | 20 juillet 2007 - 16 juillet 2009 (1 an, 11 mois et 26 jours)   | Arena           | Ministre de la Jeunesse et de l'Enseignement de promotion sociale |
| 9   | Demotte I | Marc Tarabella (1963-)      | PS    | 20 juillet 2007 - 16 juillet 2009 (1 an, 11 mois et 26 jours)   |                 | Ministre de la Jeunesse et de l'Enseignement de promotion sociale |
| 10  |           | Catherine Fonck (1968-)     | cdH   | 20 mars 2008 - 16 juillet 2009 (1 an, 3 mois et 26 jours)       | Demotte I       | Ministre de l'Enfance, de l'Aide à la jeunesse et de la Santé |
| 11  |           | Évelyne Huytebroeck (1958-) | Ecolo | 16 juillet 2009 - 22 juillet 2014 (5 ans et 6 jours)            | Demotte II      | Ministre de la Jeunesse et de l'Aide à la jeunesse |
| 12  |           | Isabelle Simonis (1967-)    | PS    | 22 juillet 2014 - 3 décembre 2018 (4 ans, 4 mois et 11 jours)   | Demotte III     | Ministre de l'Enseignement de promotion sociale, de la Jeunesse, des Droits des femmes et de l'Égalité des chances |
| 13  |           | Rachid Madrane (1968-)      | PS    | 22 juillet 2014 - 17 septembre 2019 (5 ans, 1 mois et 26 jours) | Demotte III     | Ministre de l'Aide à la jeunesse, des Maisons de justice, de la Promotion de Bruxelles et de la Tutelle sur la Commission communautaire française de la Région de Bruxelles-Capitale                                      |
| 14  |           | Valérie Glatigny (1973-)    | MR    | 17 septembre 2019 - 6 juillet 2023 (3 ans, 9 mois et 19 jours)  | Jeholet         | Ministre de l'Enseignement supérieur, de l'Enseignement de la Promotion sociale, des Hôpitaux universitaires, de l'Aide à la jeunesse, des Maisons de Justice, de la Jeunesse, des Sports et de la Promotion de Bruxelles |
| 15  |           | Françoise Bertieaux (1958-) | MR    | à partir du 7 juillet 2023 (1 an, 8 mois et 8 jours)            | Jeholet         | Ministre de l'Enseignement supérieur, de la Recherche scientifique, des Hôpitaux universitaires, de l'Aide à la jeunesse, des Maisons de Justice, de la Promotion de Bruxelles et de la Jeunesse.                         |